# Blandine Vié
Pour les articles homonymes, voir Vié.
Vous pouvez aider à l'améliorer ou bien discuter des problèmes sur sa page de discussion.
- Il ne cite pas suffisamment ses sources. Vous pouvez indiquer les passages à sourcer avec {{référence nécessaire}} ou {{Référence souhaitée}}, et inclure les références utiles en les liant aux notes de bas de page. (Marqué depuis juillet 2012)
- Il contient une ou plusieurs listes. Le texte gagnerait à être rédigé sous la forme d’un ou plusieurs paragraphes synthétiques, afin d’être plus agréable à lire. (Marqué depuis février 2015)

- Archive Wikiwix
- Bing
- Cairn
- DuckDuckGo
- E. Universalis
- Gallica
- Google
- G. Books
- G. News
- G. Scholar
- Persée
- Qwant
- (zh) Baidu
- (ru) Yandex
- (wd) trouver des œuvres sur Wikidata

Blandine Vié est une journaliste gastronomique et auteur culinaire française.

## Biographie

### Enfance et formation
Elle a suivi une formation d’historienne de l’art.

### Carrière
Elle devient journaliste touristique.

## Presse
Blandine Vié est la fondatrice et rédactrice en chef du webzine Greta Garbure.
Depuis 1976, elle a collaboré à de nombreux magazines culinaires tels que Les Doigts d'Or Cuisine, L'École de Cuisine, Gault&Millau, Rustica, Le Chasseur français.

### Prix
Elle a reçu le prix de la meilleure chronique gourmande pour la presse écrite en 1998, aux Gastronomades d'Angoulême.

## Édition
Son livre Testicules (Les Éditions de l’Épure, 2005) a connu un grand succès,,, et a obtenu plusieurs prix.
Elle a collaboré entre 1990 et 2012 à la collection L'inventaire du patrimoine culinaire de la France.

## Publications
- La cuisine à la vapeur (Marabout, 1986),
- La cuisine italienne (Marabout, 1986),
- La nouvelle cuisine de bébé, avec le Dr Henri Bouchet (Marabout, 1986),
- Vive le four à micro-ondes, (Marabout, 1986), traduit en portugais (Circulo de Leitores),
- La cuisine du mercredi, (Marabout, 1987),
- La cuisine avec les petits robots, (Marabout, 1987),
- La cuisine naturelle, (Marabout, 1988),
- La nouvelle cuisine de l’enfant, avec le Dr Henri Bouchet, (Marabout, 1988),
- 200 recettes faciles et pas chères, (Marabout, 1989),
- Pasta et Pizza, pour André et Max Sfez, (Robert Laffont, 1989), traduit en espagnol (Editorial Diana),
- Marie-Claude Gracia, une cuisine de passion, pour Marie-Claude Gracia, (Olivier Orban, 1989),
- Saveurs gourmandes (120 fiches), avec Céline Vence et Marcelle Grisey, (C.I.V. 1989),
- La cuisine junior au micro-ondes, (Marabout, 1990),
- 1001 idées de cuisine pour célibataires, (Marabout, 1991),
- Mille trucs et astuces de cuisine, avec Céline Vence (Solar, 1992),
- La bonne cuisine au wok, (Marabout, 1992).
- Poitou-Charentes, L'inventaire du patrimoine culinaire de la France, (Albin Michel/CNAC, 1994),
- Bretagne, L'inventaire du patrimoine culinaire de la France, (Albin Michel/CNAC, 1994),
- La cuisine de la chasse, (Rustica Éditions, 1994),
- Midi-Pyrénées, L'inventaire du patrimoine culinaire de la France, (Albin Michel/CNAC, 1996),
- Martinique, L'inventaire du patrimoine culinaire de la France, (Albin Michel/CNAC, 1996),
- Petit guide gastronomique in Curiosités et Fantaisies de la France, (Sélection du Reader's Digest, 1997),
- Aquitaine, L'inventaire du patrimoine culinaire de la France, (Albin Michel/CNAC, 1997),
- Languedoc-Roussillon, L'inventaire du patrimoine culinaire de la France, (Albin Michel/CNAC, 1998),
- Cuisine du soleil, (Sélection du Reader's Digest, 1998),
- Lorraine, L'inventaire du patrimoine culinaire de la France, (Albin Michel/CNAC, 1998),
- Guadeloupe, L'inventaire du patrimoine culinaire de la France, (Albin Michel/CNAC, 1998),
- Limousin, L'inventaire du patrimoine culinaire de la France, (Albin Michel/CNAC, 1998),
- Recettes pour les tout-petits, (Sélection du Reader's Digest, 1998),
- Le barbecue facile, traduction et adaptation, (Sélection du Reader's Digest, 1999),
- Dictionnaire Encyclopédique Visuel, tableaux synoptiques cuisine et vins, (Sélection du Reader's Digest/Larousse, 1999),
- Guyane, L'inventaire du patrimoine culinaire de la France, Albin Michel/CNAC, 1999),
- Le savoir-vivre du chocolat (Minerva, 1999),
- Le savoir-vivre du chocolat (Livre de poche, 1999),
- Recettes pour bébé (Marabout, 2000),
- Parigot Tête de veau (Jean-Paul Rocher éditeur, 2000),
- Les tables de l'été (Jean-Paul Rocher éditeur, 2000),
- Larousse des Confitures, textes fruits et légumes (Larousse, 2000),
- La cuisine pour les enfants, pour Bernard Loiseau (Albin Michel, collection « Jeunesse », 2000),
- Récréations gourmandes (Cedus, 2000),
- Le petit livre des trucs (Presses du Châtelet, 2001)[13],
- La morue entre sel et mer (Jean-Paul Rocher éditeur, 2001),
- La boîte à épices (Tana, 2001), traduit en italien et en hollandais,
- Les tartes (Cedus, 2001),
- Le Larousse de la cuisine facile, conception et rédaction du cahier pratique (Larousse, 2001),
- Le Dictionnaire Plus, textes cuisine, gastronomie et vins, (Sélection du Reader's Digest, 2001),
- Les recettes préférées des enfants (Le Cherche midi, 2002),
- 365 jours de cuisine simple et créative (Marabout/SEB, 2002),
- Tout clafoutis (Marabout 2002),
- Quiches inratables (Marabout 2002),
- Mes petits plats faciles et pas chers, pour Bernard Loiseau (Albin Michel 2002),
- Les classiques faciles (Marabout Chef, 2003),
- Normandie, L'inventaire du patrimoine culinaire de la France (Albin Michel/CNAC, 2003),
- Premiers repas de bébé, avec le Dr Henri Bouchet (Marabout, 2003),
- Les charlottes (Cedus, 2003),
- Le sucre, recettes (Cedus 2003),
- Prunes et Pruneaux, (Aubanel 2003),
- Le pot-au-feu (Les Éditions de l'Épure, collection 10 façons, 2004)[14],
- Les restes de pot-au-feu (Les Éditions de l'Épure, collection 10 façons, 2004),
- La faisselle (Les Éditions de l'Épure, collection 10 façons, 2004),
- Les fleurs (Les Éditions de l'Épure, collection 10 façons, 2004),
- Recettes légères, (Fleurus/Rustica, 2004)[15],
- Recettes express (Fleurus/Rustica, 2004),
- Les Pâtes (Fleurus/Rustica, 2004),
- Les Tapas (Fleurus/Rustica, 2004),
- Secrets gourmands d'un palace balnéaire (Ankéa/Grand Hôtel des Thermes de Saint-Malo, 2004),
- 60 recettes aux pommes (Rustica Éditions, 2004),
- Recettes du monde (Fleurus/Rustica, 2005),
- Les sauces (Fleurus/Rustica, 2005),
- Crumbles salés et sucrés (Fleurus/Rustica, 2005),
- Les confitures (Cedus, 2005),
- Vite fait (Cedus, 2005),
- Les desserts du potager (Cedus, 2005),
- Les calmars, seiches et poulpes (Les Éditions de l'Épure, collection 10 façons, 2005),
- L'anguille (Les Éditions de l'Épure, collection 10 façons, 2005),
- Testicules (Les Éditions de l’Épure, 2005), traduit en anglais,
- L'Agenda 2007 Cuisine et Vins de France (Éditions Marie Claire, 2006),
- 100 recettes pour séduire (Fitway, 2006), traduit en américain,
- 1000 trucs et astuces de cuisine, avec Céline Vence (J'ai Lu, 2006),
- Risottos (Fleurus/Rustica, 2006),
- Gâteaux maison (Fleurus/Rustica, 2006),
- Conserves de maison (Flammarion, 2006),
- My lover's cooking (Silverbook, 2007),
- Les cuisines de l'Amour, (Agnès Viénot, 2007),
- Miss Sardine et Monsieur Thon en cuisine, recettes pour Parmentier (Michel Lafon, 2007)
- Cuisine vapeur, cuisine saveur (Fleurus/Rustica, 2007),
- Tajines, pastillas, couscous (Fleurus/Rustica, 2007),
- Recettes pour bébé (Marabout, 2008),
- Les transparences (Les Éditions de l'Épure, collection 10 façons, 2009),
- Le kit bébé, volume Premiers repas de bébé (Marabout, 2010),
- San-Antonio se met à table (Les Éditions de l’Épure/Le Fleuve Noir, 2011)[16],
- Testicles (Prospect books, 2011)[17],
- L’agneau passe à table (La fabrique de l’Épure, 2012).
- Cochonneries en tous genres, nouvelles (Édition Itinéraires, 2016),
- 99+1 bonnes raisons de manger du gras (Artémis, 2018), signé Greta Garbure